# Mistrovství Asie ve sportovním lezení
Mistrovství Asie ve sportovním lezení (MA, anglicky: Asian Continental Championship) jsou jediná každoročně pořádaná kontinentální mistrovství ve sportovním lezení (ME jen každý druhý rok). Pořádá je Mezinárodní federace sportovního lezení (IFSC) a Asian Council for Sport Climbing (ACSC). Tato událost určuje mužské a ženské mistry Asie ve třech disciplínách soutěžního lezení: lezení na obtížnost, lezení na rychlost a bouldering.

## Historie
Dvacátý ročník v roce 2011 se neuskutečnil.

### Přehled mistrovství
| Pořadí   | Rok   | Místo                    | Datum                    | Disciplíny               | Disciplíny               | Disciplíny               | Disciplíny               | Disciplíny               | Závodníci                | Země                     | Web                      | Odkazy                   |
| -------- | ----- | ------------------------ | ------------------------ | ------------------------ | ------------------------ | ------------------------ | ------------------------ | ------------------------ | ------------------------ | ------------------------ | ------------------------ | ------------------------ |
| Pořadí   | Rok   | Místo                    | Datum                    | počet                    | obtížnost                | rychlost                 | bouldering               | kombinace                | Závodníci                | Země                     | Web                      | Odkazy                   |
| I.-VIII. | 92-99 | chybí výsledkové listiny | chybí výsledkové listiny | chybí výsledkové listiny | chybí výsledkové listiny | chybí výsledkové listiny | chybí výsledkové listiny | chybí výsledkové listiny | chybí výsledkové listiny | chybí výsledkové listiny | chybí výsledkové listiny | chybí výsledkové listiny |
| IX.      | 2000  | Kuala Lumpur             | 24. listopadu            | 2                        | •                        | •                        |                          |                          |                          |                          |                          | [ 1 ]                    |
| X.       | 2001  | Jakarta                  | 27. října                | 2                        | •                        | •                        |                          |                          |                          |                          |                          | [ 2 ]                    |
| X.       | 2001  | Tchaj-pej                | 24. listopadu            | 1                        |                          |                          | •                        |                          |                          |                          |                          | [ 3 ]                    |
| XI.      | 2002  | Tojama                   | 12. října                | 2                        | •                        | •                        |                          |                          |                          |                          |                          | [ 4 ]                    |
| XII.     | 2003  | Peking                   | 23. srpna                | 2                        | •                        | •                        |                          |                          | 98                       |                          |                          | [ 5 ] [ 6 ]              |
| XIII.    | 2004  | Jižní Čolla              | 30. října                | 2                        | •                        | •                        |                          |                          |                          |                          |                          | [ 7 ]                    |
| XIV.     | 2005  | Kermán                   | 23. září                 | 2                        | •                        | •                        |                          |                          |                          |                          |                          | [ 8 ]                    |
| XV.      | 2006  | Kao-siung                | 26.-29. října            | 3                        | •                        | •                        | •                        |                          |                          |                          |                          | [ 9 ]                    |
| XVI.     | 2007  | Kanton                   | 8.-11. listopadu         | 3                        | •                        | •                        | •                        |                          |                          |                          |                          | [ 10 ]                   |
| XVII.    | 2008  | Kanton                   | 21.-25. května           | 3                        | •                        | •                        | •                        |                          |                          |                          |                          | [ 11 ]                   |
| XVIII.   | 2009  | Čchunčchon               | 28.-30. srpna            | 3                        | •                        | •                        | •                        |                          |                          |                          |                          | [ 12 ]                   |
| XIX.     | 2010  | Čchang-č'                | 16.-19. září             | 3                        | •                        | •                        | •                        |                          |                          |                          |                          | [ 13 ]                   |
| XX.      | 2011  | Chuang-š'                | 9.-11. prosince          | 3                        | •                        | •                        | •                        |                          | 0                        | 0                        | —                        | [ 14 ]                   |
| XX.      | 2012  | Le-jie                   | 25.-28. dubna            | 3                        | •                        | •                        | •                        |                          |                          |                          |                          | [ 15 ]                   |
| XXI.     | 2013  | Teherán                  | 22.-24. května           | 3                        | •                        | •                        | •                        |                          |                          |                          |                          | [ 16 ]                   |
| XXII.    | 2014  | Lombok                   | 1.-3. října              | 3                        | •                        | •                        | •                        |                          | 147                      |                          |                          | [ 17 ]                   |
| XXIII.   | 2015  | Ning-po                  | 22.-24. listopadu        | 3+1                      | •                        | ••                       | •                        |                          | 201                      |                          |                          | [ 18 ]                   |
| XXIV.    | 2016  | Tu-jün                   | 3.-6. srpna              | 3+1                      | •                        | ••                       | •                        |                          | 174                      |                          |                          | [ 19 ]                   |
| XXV.     | 2017  | Teherán                  | 18.-21. září             | 3+1                      | •                        | ••                       | •                        |                          |                          |                          |                          | [ 20 ]                   |
| XXVI.    | 2018  | Kurajoši                 | 7.-11. listopadu         | 3+1                      | •                        | •                        | •                        | •                        |                          |                          |                          | [ 21 ]                   |
| XXVII.   | 2019  | Palembang                | 7.-10. listopadu         | 3+1                      | •                        | •                        | •                        | •                        |                          |                          |                          | [ 22 ]                   |

### Obtížnost
| Rok   | Muži                     | Muži                     | Muži                     | Účast                    | Ženy                     | Ženy                     | Ženy                     |
| Rok   | zlato                    | stříbro                  | bronz                    | Účast                    | zlato                    | stříbro                  | bronz                    |
| ----- | ------------------------ | ------------------------ | ------------------------ | ------------------------ | ------------------------ | ------------------------ | ------------------------ |
| 92-99 | chybí výsledkové listiny | chybí výsledkové listiny | chybí výsledkové listiny | chybí výsledkové listiny | chybí výsledkové listiny | chybí výsledkové listiny | chybí výsledkové listiny |
| 2000  | Júdži Hirajama           | Son Sang-won             | Keita Mogaki             | 50+34                    | Ko Mi-sun                | Hyun-Jung Kim            | Liao Siao-jing           |
| 2001  | chybí výsledkové listiny | chybí výsledkové listiny | chybí výsledkové listiny | chybí výsledkové listiny | chybí výsledkové listiny | chybí výsledkové listiny | chybí výsledkové listiny |
| 2002  | Takaaki Cuiki            | Dong-Sik Kim             | Kyu-Bog Cho              | 37+29                    | Ko Mi-sun                | Hyun-Jung Kim            | Liao Siao-jing           |
| 2003  | Kim Ja-Ha                | Rongwu Cao               | Changzhonz Liu           | 37+28                    | Ko Mi-sun                | Rie Kimura               | Chuang Li-pching         |
| 2004  | Son Sang-won             | Júdži Hirajama           | Min Woo Chae             | 46+32                    | Kim Ča-in                | Ko Mi-sun                | Juka Kobajašiová         |
| 2005  | Son Sang-won             | Kim Ča-pi                | Hidekazu Ito             | 36+22                    | Kim Ča-in                | Chuang Li-pching         | Liao Siao-jing           |
| 2006  | Júdži Hirajama           | Sači Amma                | Son Sang-won             | 36+20                    | Kim Ča-in                | Akijo Noguči             | Liao Siao-jing           |
| 2007  | Son Sang-won             | Sači Amma                | Keita Mogaki             | 33+30                    | Kim Ča-in                | Chuang Li-pching         | Liao Siao-jing           |
| 2008  | Sači Amma                | Min Hjon-pin             | Son Sang-won             | 37+26                    | Kim Ča-in                | Juka Kobajašiová         | Seuran Han               |
| 2009  | Son Sang-won             | Min Hjon-pin             | Hidekazu Ito             | 35+24                    | Kim Ča-in                | Seuran Han               | Akijo Noguči             |
| 2010  | Min Hjon-pin             | Son Sang-won             | Kazuma Watanabe          | 34+22                    | Kim Ča-in                | Akijo Noguči             | Sin Un-son               |
| 2012  | Min Hjon-pin             | Davoud Rekabi            | Jihwan Park              | 25+18                    | Kim Ča-in                | Seuran Han               | La-mu Žen-čching         |
| 2013  | Gholamali Baratzadeh     | Reza Kolasangian         | Kim Ča-pi                | 25+20                    | La-mu Žen-čching         | Yelena Grunyashina       | Tamara Kuzněcovová       |
| 2014  | Min Hjon-pin             | Aviansyah Aan            | Zida Ma                  | 31+23                    | Risa Ota                 | Kim Ča-in                | Elnaz Rekabi             |
| 2015  | Keiičiró Korenaga        | Minoru Nakano            | Haibin Qu                | 37+36                    | Kim Ča-in                | Juka Kobajašiová         | Risa Ota                 |
| 2016  | Keiičiró Korenaga        | Pan Yufei                | Taito Nakagami           | 34+33                    | Akijo Noguči             | La-mu Žen-čching         | Kim Ča-in                |
| 2017  | Kokoro Fudžii            | Qu HaiBinu               | Jošijuki Ogata           | 36+30                    | Aja Onoe                 | Akijo Noguči             | Mei Kotake               |
| 2018  | Kokoro Fudžii            | Hidemasa Nishida         | Tomoaki Takata           |                          | Kim Ča-in                | Akijo Noguči             | Mei Kotake               |

pouze dostupné výsledky

muži:
- Son Sang-won (4/2/2):  2004, 2005, 2007, 2009;  2000, 2010;  2006, 2008
- Min Hjon-pin (3/2/0):  2010, 2012, 2014;  2008, 2009
- Júdži Hirajama (2/1/0):  2000, 2006;  2004

ženy:
- Kim Ča-in (10/1/1):  2004-2010, 2012, 2015, 2018;  2014;  2016
- Ko Mi-sun (2/1/0):  2000, 2001 ;  2004

### Rychlost
| Rok   | Muži                      | Muži                      | Muži                      | Účast                    | Ženy                     | Ženy                     | Ženy                     |
| Rok   | zlato                     | stříbro                   | bronz                     | Účast                    | zlato                    | stříbro                  | bronz                    |
| ----- | ------------------------- | ------------------------- | ------------------------- | ------------------------ | ------------------------ | ------------------------ | ------------------------ |
| 92-99 | chybí výsledkové listiny  | chybí výsledkové listiny  | chybí výsledkové listiny  | chybí výsledkové listiny | chybí výsledkové listiny | chybí výsledkové listiny | chybí výsledkové listiny |
| 2000  | Ronald Mamarimbing        | Chi-Wai Lai               | Daniel Abdullah           | 28+17                    | Agung Ethi Hendrawati    | Yuyun Yuniar             | Hyun-Jung Kim            |
| 2001  | chybí výsledkové listiny  | chybí výsledkové listiny  | chybí výsledkové listiny  | chybí výsledkové listiny | chybí výsledkové listiny | chybí výsledkové listiny | chybí výsledkové listiny |
| 2002  | Chi-Wai Lai               | Leong Wai Tan             | Bin Mohd Yusof Mohd Yazid | 19+10                    | Joung-Mi Kim             | Shun-Yuk Choi            | Qing Zhang               |
| 2003  | Chi-Wai Lai               | Xiaojie Chen              | Hetai Ma                  | 19+14                    | Agung Ethi Hendrawati    | Evi Neliwati             | Yuyun Yuniar             |
| 2004  | Xiaojie Chen              | Yulianto Abudzar          | Pyeongju Hwang            | 32+14                    | Evi Neliwati             | Agung Ethi Hendrawati    | Lai-Sho Cheng            |
| 2005  | Pandu Asmoro Galar        | Yulianto Abudzar          | Xiaojie Chen              | 26+17                    | Agung Ethi Hendrawati    | Evi Neliwati             | Lai-Sho Cheng            |
| 2006  | Rojak Erianto             | Chi-Wai Lai               | Akito Macušima            | 20+11                    | Lai-Sho Cheng            | Beatrix Chong            | Yuyun Yuniar             |
| 2007  | Čung Čchi-sin             | Xiaojie Chen              | Ning Zhang                | 27+22                    | Che Cchuej-fang          | Chunhua Li               | Xuhua Pan                |
| 2008  | Čung Čchi-sin             | Ning Zhang                | Xiaojie Chen              | 36+25                    | Che Cchuej-fang          | Che Cchuej-lien          | Chunhua Li               |
| 2009  | Alexandr Nigmatulin       | Čung Čchi-sin             | Mikhail Yekimenko         | 30+17                    | Chunhua Li               | Che Cchuej-fang          | Dinara Irsaliyeva        |
| 2010  | Alexandr Nigmatulin       | Omid Sheikhbahaei         | Mohsen Mohammadinegad     | 26+19                    | Che Cchuej-lien          | Yang Wang                | Chunhua Li               |
| 2012  | Sufriyanto Rindi          | Sayat Bokanov             | Alexey Molchanov          | 22+15                    | Yang Wang                | Che Cchuej-lien          | Tamara Kuzněcovová       |
| 2013  | Čung Čchi-sin             | Reza Alipourshenazandifar | Aspar Jaelolo             | 27+17                    | Farnaz Esmaeilzadeh      | Supita Tita              | Tamara Kuzněcovová       |
| 2014  | Ashari Fajri              | Sufriyanto Rindi          | Aspar Jaelolo             | 23+12                    | Supita Tita              | Farnaz Esmaeilzadeh      | Mulyani Mudji            |
| 2015  | Pandu Asmoro Galar        | Reza Alipourshenazandifar | Penghui Lin               | 31+22                    | Supita Tita              | Tamara Kuzněcovová       | Puji Lestari             |
| 2016  | Ashari Fajri              | Tonny Mamiri              | ZhiYong Ou                | 22+17                    | Che Cchuej-lien          | Mulyani Mudji            | Supita Tita              |
| 2017  | Reza Alipourshenazandifar | Čung Čchi-sin             | Aspar Jaelolo             | 29+25                    | Puji Lestari             | YiLing Song              | Aries Susanti Rahayu     |
| 2018  | Alfian Muhammad           | Sabri Sabri               | Aspar Jaelolo             |                          | Sari Agustina            | YiLing Song              | Aries Susanti Rahayu     |

pouze dostupné výsledky

muži:
- Čung Čchi-sin (3/2/0):  2007, 2008, 2013;  2009, 2017
- Chi-Wai Lai (2/2/0):  2002, 2003;  2000, 2006

ženy:
- Agung Ethi Hendrawati (3/1/0):  2000, 2003, 2005;  2004
- Che Cchuej-lien (2/2/0):  2010, 2016;  2008, 2012
- Supita Tita (2/1/1):  2014, 2015;  2013;  2016
- Che Cchuej-fang (2/1/0):  2007, 2008;  2009

### Bouldering
| Rok   | Muži                     | Muži                     | Muži                     | Účast                    | Ženy                     | Ženy                     | Ženy                     |
| Rok   | zlato                    | stříbro                  | bronz                    | Účast                    | zlato                    | stříbro                  | bronz                    |
| ----- | ------------------------ | ------------------------ | ------------------------ | ------------------------ | ------------------------ | ------------------------ | ------------------------ |
| 92-99 | chybí výsledkové listiny | chybí výsledkové listiny | chybí výsledkové listiny | chybí výsledkové listiny | chybí výsledkové listiny | chybí výsledkové listiny | chybí výsledkové listiny |
| 2000  | —                        | —                        | —                        | —                        | —                        | —                        | —                        |
| 2001  | Jae-Yong Lee             | Yuji Miyabo              | Tomoki Usami             | 26+16                    | Ko Mi-sun                | Hyun-Jung Kim            | Shun-Yuk Choi            |
| 2002  | —                        | —                        | —                        | —                        | —                        | —                        | —                        |
| 2003  | —                        | —                        | —                        | —                        | —                        | —                        | —                        |
| 2004  | —                        | —                        | —                        | —                        | —                        | —                        | —                        |
| 2005  | —                        | —                        | —                        | —                        | —                        | —                        | —                        |
| 2006  | Akito Macušima           | Son Sang-won             | Keita Mogaki             | 29+20                    | Akijo Noguči             | Kim Ča-in                | Tomoko Ogawa             |
| 2007  | Son Sang-won             | Keita Mogaki             | Kazuma Watanabe          | 37+25                    | Kim Ča-in                | Akijo Noguči             | Chuang Li-pching         |
| 2008  | Cukuru Hori              | Son Sang-won             | Janghyuk Kim             | 37+23                    | Kim Ča-in                | Leong Hong Beatrix Chong | Seuran Han               |
| 2009  | Son Sang-won             | Cukuru Hori              | Kazuma Watanabe          | 40+29                    | Akijo Noguči             | Kim Ča-in                | Inkyoung Kim             |
| 2010  | Min Hjon-pin             | Cukuru Hori              | Keita Mogaki             | 32+23                    | Akijo Noguči             | Kim Ča-in                | Sin Un-son               |
| 2012  | Šinta Ozawa              | Min Hjon-pin             | Jihwan Park              | 30+16                    | Kim Ča-in                | La-mu Žen-čching         | Hung Ying Lee            |
| 2013  | Gholamali Baratzadeh     | Kim Ča-pi                | Min Hjon-pin             | 25+19                    | La-mu Žen-čching         | Elnaz Rekabi             | Tamara Kuzněcovová       |
| 2014  | Aviansyah Aan            | Zida Ma                  | Haibin Qu                | 32+26                    | Miho Nonaka              | Sol Sa                   | Fitria Hartani           |
| 2015  | Cukuru Hori              | Keita Watabe             | Rei Sugimoto             | 38+37                    | Miho Nonaka              | Akijo Noguči             | Kim Ča-in                |
| 2016  | Jošijuki Ogata           | Tomoa Narasaki           | Čon Džong-won            | 39+29                    | Akijo Noguči             | Aja Onoe                 | Hung Ying Lee            |
| 2017  | Kokoro Fudžii            | Jošijuki Ogata           | Keita Watabe             | 36+27                    | Akijo Noguči             | Aja Onoe                 | Puntarika Tunyavanich    |
| 2018  | Meiči Narasaki           | Keita Watabe             | YuFei Pan                |                          | Futaba Itó               | Nanako Kura              | Saki Kikuchi             |

pouze dostupné výsledky

muži:
- Son Sang-won (2/2/0):  2007, 2009;  2006, 2008
- Cukuru Hori (2/2/0):  2008, 2015;  2009, 2010

ženy:
- Akijo Noguči (5/2/0):  2006, 2009, 2010, 2016, 2017;  2007, 2015
- Kim Ča-in (3/3/1):  2007, 2008, 2012;  2006, 2009, 2010;  2015

## Nejúspěšnější medailisté
pouze dostupné výsledky

### Muži
| Jméno          | Celkem | Zlato                                                                                         | Stříbro                                                                   | Bronz                                                                     | Disciplíny            | Období    |
| -------------- | ------ | --------------------------------------------------------------------------------------------- | ------------------------------------------------------------------------- | ------------------------------------------------------------------------- | --------------------- | --------- |
| Son Sang-won   | 12     | Zlatá medaile · Zlatá medaile · Zlatá medaile · Zlatá medaile · Zlatá medaile · Zlatá medaile | Stříbrná medaile · Stříbrná medaile · Stříbrná medaile · Stříbrná medaile | Bronzová medaile · Bronzová medaile                                       | obtížnost, bouldering | 2000-2010 |
| Min Hjon-pin   | 8      | Zlatá medaile · Zlatá medaile · Zlatá medaile · Zlatá medaile                                 | Stříbrná medaile · Stříbrná medaile · Stříbrná medaile                    | Bronzová medaile                                                          | bouldering            | 2008-2014 |
| Čung Čchi-sin  | 4      | Zlatá medaile · Zlatá medaile · Zlatá medaile                                                 | Stříbrná medaile                                                          |                                                                           | rychlost              | 2007-2013 |
| Cukuru Hori    | 4      | Zlatá medaile · Zlatá medaile                                                                 | Stříbrná medaile · Stříbrná medaile                                       |                                                                           | bouldering            | 2008-2015 |
| Júdži Hirajama | 3      | Zlatá medaile · Zlatá medaile                                                                 | Stříbrná medaile                                                          |                                                                           | obtížnost             | 2000-2006 |
| Xiaojie Chen   | 5      | Zlatá medaile                                                                                 | Stříbrná medaile · Stříbrná medaile                                       | Bronzová medaile · Bronzová medaile                                       | rychlost              | 2003-2008 |
| Sači Amma      | 3      | Zlatá medaile                                                                                 | Stříbrná medaile · Stříbrná medaile                                       |                                                                           | obtížnost             | 2006-2008 |
| Keita Mogaki   | 5      |                                                                                               | Stříbrná medaile                                                          | Bronzová medaile · Bronzová medaile · Bronzová medaile · Bronzová medaile | obtížnost, bouldering | 2000-2010 |

### Ženy
| Jméno                 | Celkem | Zlato | Stříbro | Bronz                                                                                        | Disciplíny                      | Období         |
| --------------------- | ------ | --- | --- | -------------------------------------------------------------------------------------------- | ------------------------------- | -------------- |
| Kim Ča-in             | 12     | Zlatá medaile · Zlatá medaile · Zlatá medaile · Zlatá medaile · Zlatá medaile · Zlatá medaile · Zlatá medaile · Zlatá medaile · Zlatá medaile · Zlatá medaile | Stříbrná medaile                                                                                                | Bronzová medaile                                                                             | obtížnost, bouldering           | 2004-2018      |
| Akijo Noguči          | 12     | Zlatá medaile · Zlatá medaile · Zlatá medaile · Zlatá medaile · Zlatá medaile                                                                                 | Stříbrná medaile · Stříbrná medaile · Stříbrná medaile · Stříbrná medaile · Stříbrná medaile · Stříbrná medaile | Bronzová medaile                                                                             | obtížnost, bouldering           | 2006-2018      |
| Ko Mi-sun             | 5      | Zlatá medaile · Zlatá medaile · Zlatá medaile · Zlatá medaile                                                                                                 | Stříbrná medaile                                                                                                |                                                                                              | obtížnost, bouldering           | 2000-2004      |
| Agung Ethi Hendrawati | 4      | Zlatá medaile · Zlatá medaile · Zlatá medaile | Stříbrná medaile                                                                                                |                                                                                              | rychlost                        | 2000-2005      |
| La-mu Žen-čching      | 5      | Zlatá medaile · Zlatá medaile | Stříbrná medaile · Stříbrná medaile                                                                             | Bronzová medaile                                                                             | obtížnost, bouldering           | 2012-2016      |
| Che Cchuej-lien       | 4      | Zlatá medaile · Zlatá medaile | Stříbrná medaile · Stříbrná medaile                                                                             |                                                                                              | rychlost                        | 2008-2016      |
| Evi Neliwati          | 3      | Zlatá medaile | Stříbrná medaile · Stříbrná medaile                                                                             |                                                                                              | rychlost                        | 2003-2005      |
| Hyun-Jung Kim         | 4      | | Stříbrná medaile · Stříbrná medaile · Stříbrná medaile                                                          | Bronzová medaile                                                                             | obtížnost, rychlost, bouldering | 2000-2002      |
| Chuang Li-pching      | 4      | | · - | Bronzová medaile · Bronzová medaile                                                          | obtížnost bouldering            | 2003-2007 2007 |
| Seuran Han            | 4      | | Stříbrná medaile · Stříbrná medaile                                                                             | Bronzová medaile · Bronzová medaile                                                          | obtížnost, bouldering           | 2008-2012      |
| Juka Kobajašiová      | 3      | | Stříbrná medaile · Stříbrná medaile                                                                             | Bronzová medaile                                                                             | obtížnost                       | 2004-2015      |
| Yuyun Yuniar          | 3      | | Stříbrná medaile                                                                                                | Bronzová medaile · Bronzová medaile                                                          | rychlost                        | 2000-2006      |
| Liao Siao-jing        | 5      | | | Bronzová medaile · Bronzová medaile · Bronzová medaile · Bronzová medaile · Bronzová medaile | obtížnost                       | 2000-2007      |

### Medaile podle zemí
| Pořadí | Země             | 92-99' | 2000 | 01 | 02 | 03 | 04 | 05 | 06 | 07 | 08 | 09 | 10 | 12 | 13 | 14 | 15 | 16 | 17 | 18 | celkem |
| ------ | ---------------- | ------ | ---- | -- | -- | -- | -- | -- | -- | -- | -- | -- | -- | -- | -- | -- | -- | -- | -- | -- | ------ |
| 1.     | Jižní Korea      | ?      | 4    | 3  | 5  | 2  | 5  | 3  | 4  | 4  | 8  | 7  | 7  | 7  | 3  | 3  | 2  | 2  |    | 1  | 71     |
| 2.     | Japonsko         | ?      | 2    | 2  | 1  | 1  | 2  | 1  | 8  | 5  | 3  | 5  | 5  | 1  |    | 2  | 9  | 7  | 10 | 10 | 70     |
| 3.     | Čína             | ?      |      |    | 1  | 5  | 1  | 2  |    | 8  | 6  | 3  | 3  | 4  | 3  | 3  | 2  | 4  | 3  | 2  | 50     |
| 4.     | Indonésie        | ?      | 3    |    |    | 3  | 3  | 4  | 2  |    |    |    |    | 1  | 2  | 8  | 3  | 4  | 3  | 5  | 41     |
| 5.     | Hongkong         | ?      | 2    | 1  | 3  | 1  | 1  | 2  | 3  | 1  |    |    |    |    |    |    |    |    |    |    | 14     |
| 6.     | Írán             | ?      |      |    |    |    |    |    |    |    |    |    | 2  | 1  | 6  | 2  | 1  |    | 1  |    | 13     |
| 7.     | Kazachstán       | ?      |      |    |    |    |    |    |    |    |    | 3  | 1  | 3  | 4  |    | 1  |    |    |    | 12     |
| 8.     | Singapur         | ?      |      |    | 1  |    |    |    | 1  |    | 1  |    |    |    |    |    |    |    |    |    | 3      |
| 9.     | Malajsie         | ?      | 1    |    | 1  |    |    |    |    |    |    |    |    |    |    |    |    |    |    |    | 2      |
| 9.     | Čínská Tchaj-pej | ?      |      |    |    |    |    |    |    |    |    |    |    | 1  |    |    |    | 1  |    |    | 2      |
| 11.    | Thajsko          | ?      |      |    |    |    |    |    |    |    |    |    |    |    |    |    |    |    | 1  |    | 1      |
| 11     | celkem           | ?      | 12   | 18 | 12 | 12 | 12 | 18 | 18 | 18 | 18 | 18 | 18 | 18 | 18 | 18 | 18 | 18 | 18 | 18 | ??     |

### Vítězové podle zemí
| Pořadí | Země        | 92-99 | 2000 | 01 | 02 | 03 | 04 | 05 | 06 | 07 | 08 | 09 | 10 | 12 | 13 | 14 | 15 | 16 | 17 | 18 | celkem |
| ------ | ----------- | ----- | ---- | -- | -- | -- | -- | -- | -- | -- | -- | -- | -- | -- | -- | -- | -- | -- | -- | -- | ------ |
| 1.     | Jižní Korea | ?     | 1    | 2  | 2  | 2  | 2  | 2  | 1  | 4  | 2  | 3  | 3  | 3  |    | 1  | 1  |    |    | 1  | 29     |
| 2.     | Japonsko    | ?     | 1    |    | 1  |    |    |    | 3  |    | 2  | 1  | 1  | 1  |    | 2  | 3  | 4  | 4  | 3  | 26     |
| 3.     | Indonésie   | ?     | 2    |    |    | 1  | 2  | 2  | 1  |    |    |    |    | 1  |    | 3  | 2  | 1  | 1  | 2  | 17     |
| 4.     | Čína        | ?     |      |    |    |    |    |    |    | 2  | 2  | 1  | 1  | 1  | 3  |    |    | 1  |    |    | 11     |
| 5.     | Írán        | ?     |      |    |    |    |    |    |    |    |    |    |    |    | 3  |    |    |    | 1  |    | 4      |
| 6.     | Hongkong    | ?     |      |    | 1  | 1  |    |    | 1  |    |    |    |    |    |    |    |    |    |    |    | 3      |
| 7.     | Kazachstán  | ?     |      |    |    |    |    |    |    |    |    | 1  | 1  |    |    |    |    |    |    |    | 2      |
| 7      | celkem      | ?     | 4    | 6  | 4  | 4  | 4  | 6  | 6  | 6  | 6  | 6  | 6  | 6  | 6  | 6  | 6  | 6  | 6  | 6  | ??     |